# 바커우

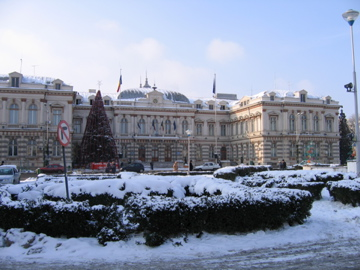

바커우(루마니아어: Bacău, 독일어: Barchau 바르하우[*], 헝가리어: Bákó 바코[*])는 루마니아 바커우 주의 주도로, 면적은 43.1km2, 인구는 175,921명(2002년 기준), 인구 밀도는 4,064명/km2(2002년 기준)이다.
지리적으로는 몰다비아 지방에 속하며 카르파티아산맥 기슭, 비스트리차 강과 접한다. 부쿠레슈티(루마니아의 수도)에서 북쪽으로 약 300km 정도 떨어져 있고 바커우 국제 공항에서는 부쿠레슈티, 티미쇼아라 등 루마니아의 주요 도시와 이탈리아, 독일 11개 도시를 연결하는 정기 항공 노선을 운항한다.

## 인구
| 연도                          | 인구    | ±%     |
| ----------------------------- | ------- | ------ |
| 1900                          | 16,187  | —      |
| 1912                          | 18,846  | +16.4% |
| 1930                          | 31,138  | +65.2% |
| 1941                          | 38,965  | +25.1% |
| 1948                          | 34,461  | −11.6% |
| 1956                          | 54,138  | +57.1% |
| 1966                          | 73,414  | +35.6% |
| 1977                          | 127,299 | +73.4% |
| 1992                          | 205,029 | +61.1% |
| 2002                          | 175,500 | −14.4% |
| 2011                          | 144,307 | −17.8% |
| 출처: Census data, 1930–1948. |         |        |